# Bohumil Mořkovský
Bohumil Mořkovský (Valašské Meziříčí, 14 dicembre 1899 – Valašské Meziříčí, 16 luglio 1928) è stato un ginnasta cecoslovacco.

## Palmarès

### Olimpiadi
- Bronzo a Parigi 1924 nel volteggio al cavallo.